# Les années Disco
Les années Disco è una raccolta postuma della cantante italo-francese Dalida, pubblicata il 20 marzo 2006 da Universal Music France.
L'album contiene sedici brani disco di Dalida in versione originale.
Venne anche ristampato nel 2016.

## Tracce
1. Besame mucho
2. Confidences sur la fréquence
3. J'attendrai
4. Kalimba de Luna (versione in inglese)
5. Monday, Tuesday... Laissez-moi danser
6. Les feuilles mortes
7. Génération 78 (medley)
8. Rio do Brasil (versione maxi club)
9. Amor, amor
10. Femme est la nuit
11. Va, va, va
12. Femme
13. Gigi in paradisco (versione ridotta)
14. Americana
15. Darla dirladada
16. Ça me fait rêver (medley)